# Turistická značená trasa 2206
 Turistická značená trasa 2206 je 11 km dlouhá modře značená trasa Klubu českých turistů v okrese Jeseník spojující Hrubý Jeseník s Rychlebskými horami v okolí Lipové-lázně. Její převažující směr je severní.

## Průběh trasy
Turistická trasa má svůj počátek v sedle mezi Šerákem a Javoříkem na rozcestí se žlutě značenou trasou 7804 ze Šeráku do Jeseníku. Trasa klesá nejprve lesní cestou a poté přes louky k severu do Lipové-lázně. U Schrothových lázní přechází říčku Staříč a vstupuje do souběhu s červeně značenou trasou 0632 z Bobrovníku. Obě trasy vedou společně k železniční trati Šumperk - Krnov, trasa 0632 odtud pokračuje k místnímu nádraží, trasa 2206 přechází trať, přes louku stoupá k severozápadu ke křížení s železniční trati Lipová Lázně - Javorník ve Slezsku a za ním po lesní cestě přibližně k severu k vápence Na Pomezí. Kolem ní prochází v souběhu se zeleně značenou trasou 4804 rovněž z Lipové-lázně k Jeskyni Na Pomezí a žlutě značenou trasou 7805 ze Smrku do Lázní Jeseníku. Souběh s trasou 4804 končí u místní vlakové zastávky, souběh s trasou 7805 o něco dále v lese. Trasa 2206 stoupá lesní cestou jižním úbočím Strážného a poté západním úbočím Studničního vrchu. Poté, co přejde potok Vidnávku vstupuje opět do souběhu s trasou 4804 a lesní pěšinou prudce stoupá k severu na Medvědí kámen. Asi 300 metrů za ním končí souběh a trasa 2206 pokračuje již samostatně lesními pěšinami a cestami k severovýchodu na rozcestí Ripperův kámen, kde končí. V samotném závěru vede v krátkém souběhu se žlutě značenou trasou 7806, která sem přichází od Lázní Jeseník a rovněž zde končí, průchozí je zde červeně značená trasa 0601 z Jeseníku do Žulové.

## Historie
Původně byla trasa vyznačena jen Na Pomezí, později byla prodloužena do současné délky.

## Turistické zajímavosti na trase
- Lázně Dolní Lipová
- Pomezní pramen
- Skalní útvar a vyhlídkové místo Medvědí kámen
- Ripperův kámen